# Malaienbär
Der Malaienbär (meist Helarctos malayanus, manchmal Ursus malayanus), auch als Sonnenbär bezeichnet, ist eine Raubtierart aus der Familie der Bären (Ursidae). Er lebt in Südostasien und ist der kleinste und am besten an eine baumbewohnende Lebensweise angepasste Vertreter seiner Familie.

## Beschreibung
Malaienbären haben ein kurzhaariges, schwarzes Fell, das auf der Brust einen weißlichen oder gelblichen, halbmondförmigen Fleck aufweist. Die kurze Schnauze hat eine recht helle, gelbliche oder orange Färbung, die sich oft bis über die Augen hinaus ausdehnt. Charakteristisch für diese Art sind die lange Zunge, die kleinen und runden Ohren, die großen, gebogenen und spitzen Krallen sowie die nackten Sohlen der Tatzen, was Anpassungen an die kletternde Lebensweise darstellt.
Ein ausgewachsenes Tier erreicht eine Kopf-Rumpf-Länge von rund 100 bis 140 Zentimetern und eine Schulterhöhe von 70 Zentimetern, der Schwanz ist ein 3 bis 7 Zentimeter langer Stummel. Das Gewicht variiert zwischen 27 und 65 Kilogramm, wobei die Männchen deutlich schwerer als die Weibchen werden.

## Verbreitung

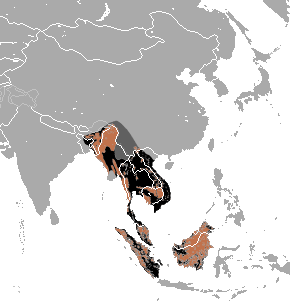
Verbreitungsgebiet des Malaienbären
ausgestorben
vorhanden
unsicher

Das Verbreitungsgebiet des Malaienbären erstreckt sich vom östlichen Indien (Assam) und dem südlichen China (Sichuan und Yunnan) über Indochina und die Malaiische Halbinsel bis zu den Inseln Sumatra und Borneo.

## Lebensraum
Auf Sumatra, Borneo und der malaiischen Halbinsel stellen tropische Regenwälder den typischen Lebensraum dar. Allerdings bewohnen Malaienbären auch Sümpfe und Mangrovenwälder. Im restlichen Teil des Verbreitungsgebietes auf dem asiatischen Festland bewohnt der Malaienbär auch halbimmergrüne Wälder sowie Trocken- und Bergwälder. Im Norden überlappt sich das Verbreitungsgebiet mit dem des Kragenbären. Im Gegensatz zum Kragenbären bevorzugen die Tiere niedrigere Höhenlagen, obwohl sie bis auf 2.100 m vorstoßen.

## Lebensweise
Malaienbären sind nachtaktiv, tagsüber schlafen sie in den Bäumen, rund 2 bis 7 Meter über dem Erdboden. Sie brechen oder verbiegen Äste, um daraus ein Nest oder eine Plattform zu errichten, manchmal kann man sie auch beim Sonnenbaden beobachten. Am Boden bewegen sie sich wie alle Bären als Sohlengänger fort, wobei sie die Füße nach innen drehen.
Über ihr Sozialverhalten ist wenig bekannt, wie alle Bären leben sie einzelgängerisch. In einer Verhaltensstudie konnte eine komplexe nichtverbale Kommunikation unter Malaienbären festgestellt werden. Dass Individuen ihren Gesichtsausdruck ändern, wenn sie von Artgenossen angeschaut werden, war bisher nur bei Hunden und Primaten beobachtet worden. Im Gegensatz zu vielen anderen Bärenarten halten sie keine Winterruhe, da sie in tropischen Gebieten leben und ihre Nahrungsquellen das ganze Jahr über verfügbar sind.

## Nahrung

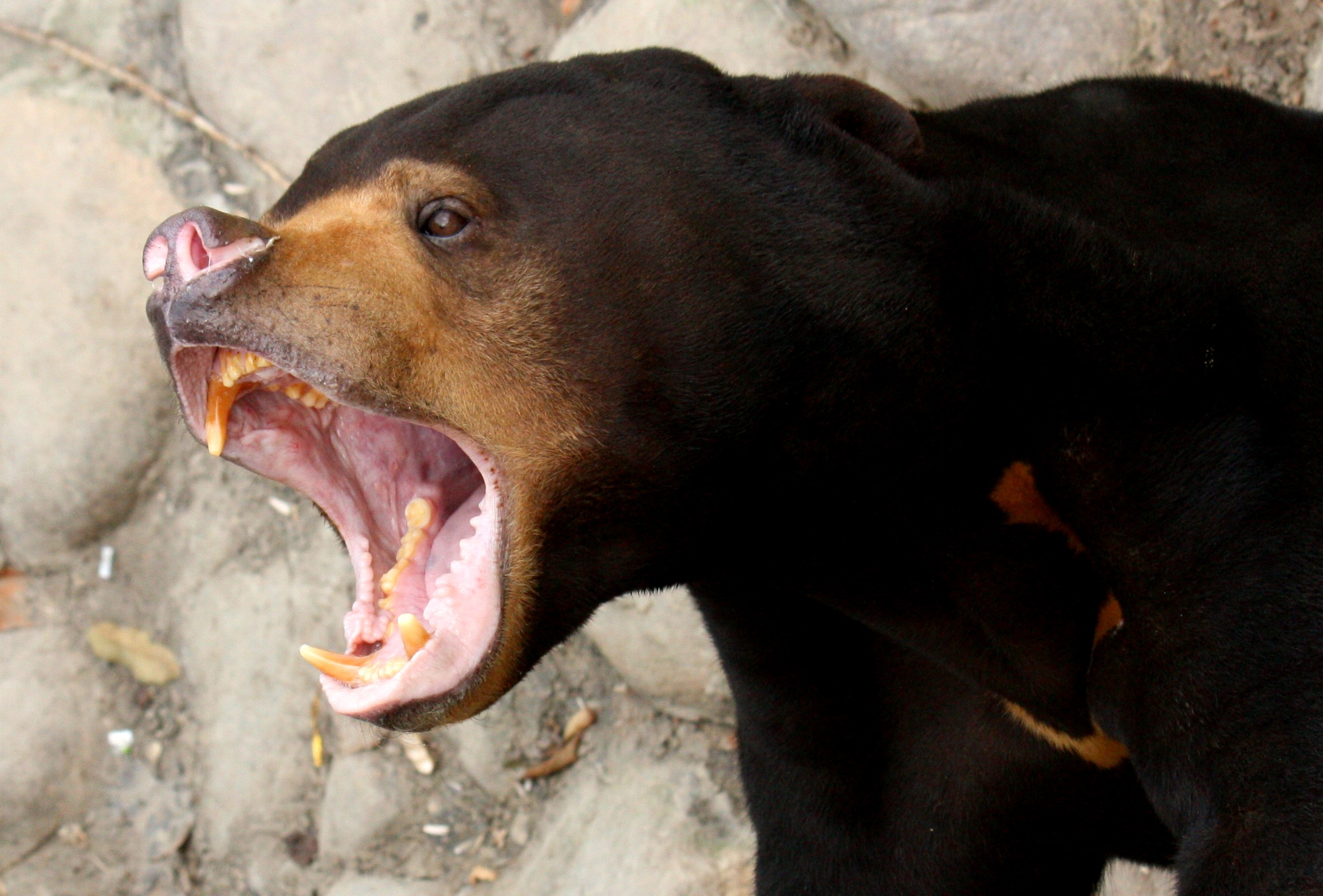
Gebiss des Malaienbären

Malaienbären sind Allesfresser, wobei Insekten und andere Wirbellose den Hauptbestandteil der Nahrung ausmachen. Mit ihren Krallen reißen sie die Baumrinde ab, um an Bienen und deren Honig sowie an andere baumbewohnende Tiere zu gelangen. Auch Termiten werden gerne verzehrt; zu diesem Zweck brechen sie die Baue auf und halten die Vorderpfoten abwechselnd hinein. Sobald genug Beutetiere darauf geklettert sind, schlecken sie die Pranken ab. Darüber hinaus machen Früchte einen großen Teil der Nahrung aus. Selten verzehren sie auch kleine Wirbeltiere wie Nagetiere, Vögel und Echsen und manchmal auch Aas.

## Fortpflanzung
Die Paarung kann das ganze Jahr über erfolgen. Die reine Tragzeit beträgt rund 95 Tage. Allerdings kann es bei Malaienbären wie bei anderen Bären auch zu einer verzögerten Einnistung der befruchteten Eizelle in den Uterus kommen, sodass zwischen Paarung und Geburt 240 Tage liegen können. Meist kommen ein oder zwei, rund 325 Gramm schwere Jungtiere zur Welt; sie sind blind, nackt und hilflos. Sie bleiben bei der Mutter, bis sie ausgewachsen sind. Die Geschlechtsreife tritt mit rund drei Jahren ein. Das Höchstalter eines Tieres in menschlicher Obhut liegt bei 35 Jahren.

## Gefährdung und Schutz

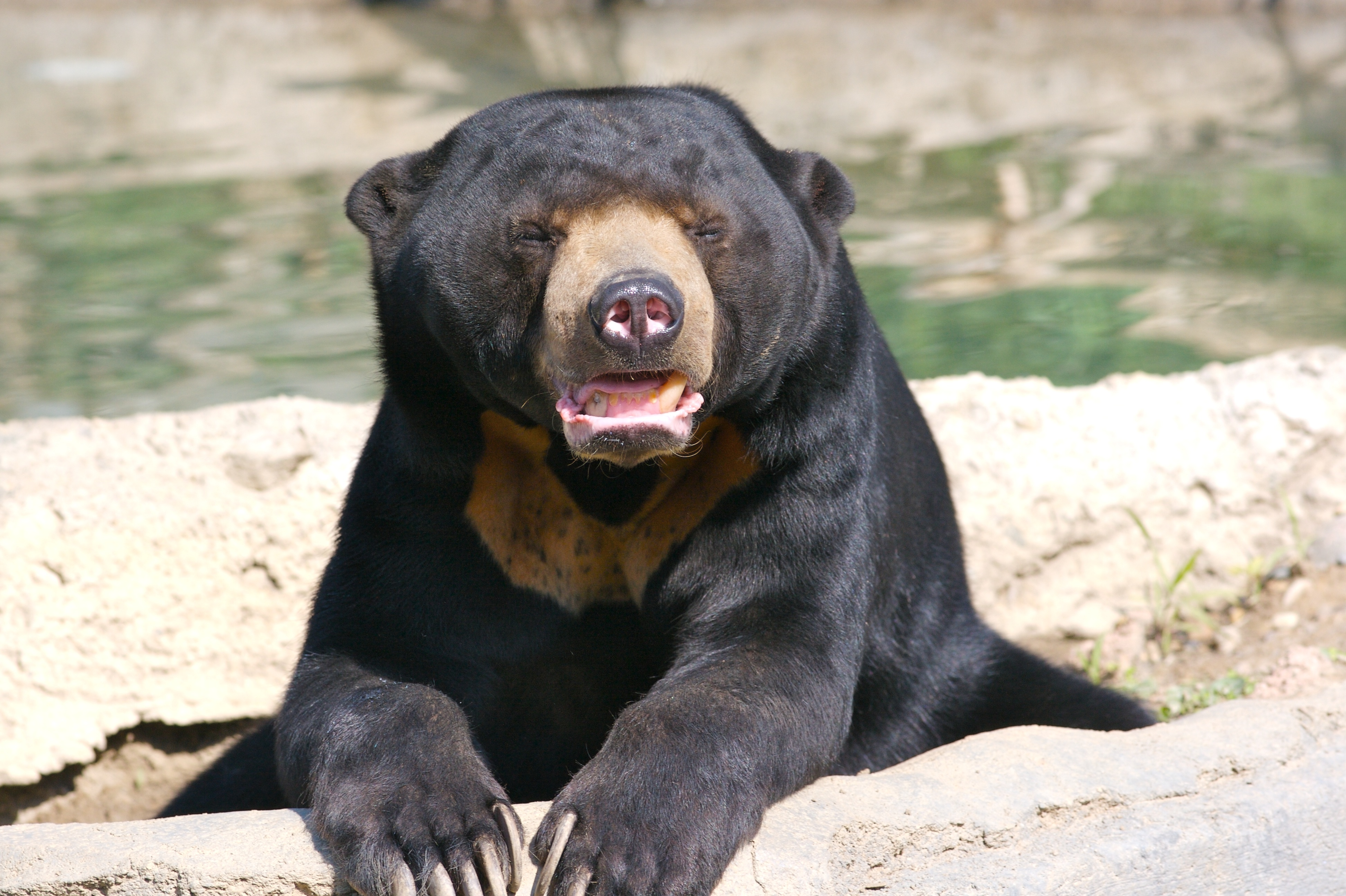
Malaienbär

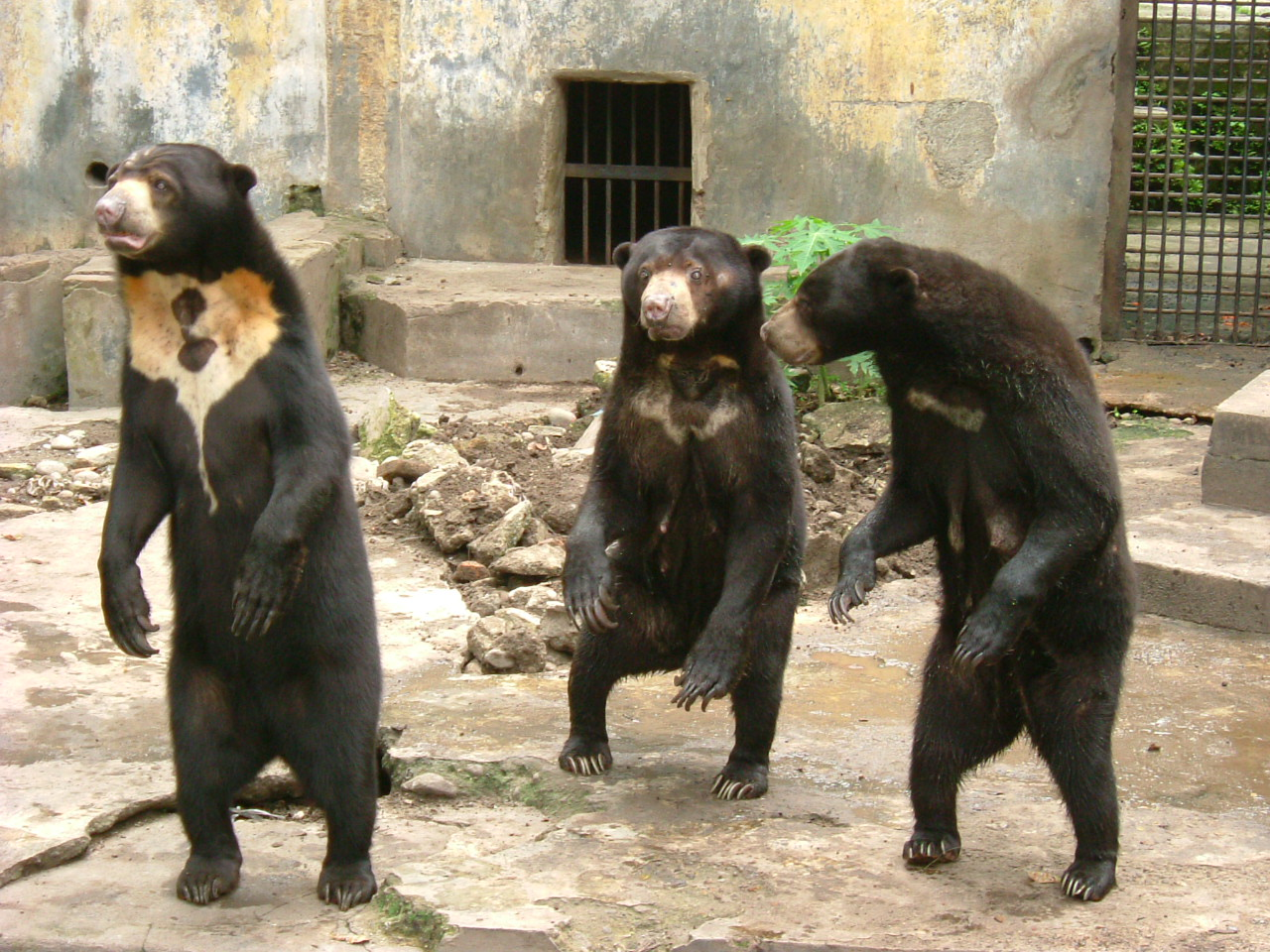
Die Brustzeichnung ist zwischen verschiedenen Individuen sehr variabel.

Da diese Tiere beträchtliche Schäden an Kokospalmen- und anderen Plantagen anrichten können, werden sie gejagt. Einigen Körperteilen, insbesondere der Gallenflüssigkeit, werden wie beim Kragenbären heilende Kräfte zugeschrieben. In Ostasien werden Jungtiere oft zu Haustieren gemacht; sobald sie ausgewachsen sind, werden sie geschlachtet, um an die verwertbaren Körperteile zu gelangen. Eine weitere Bedrohung stellt der Verlust ihres Lebensraumes durch umfangreiche Waldrodungen dar.
Aus diesen Gründen sind die Bestände des Malaienbären im Rückgang begriffen, unklar ist allerdings, in welchem Ausmaß. In Indien sind sie vermutlich ausgestorben, in China sind sie von der Ausrottung bedroht. In vielen südostasiatischen Ländern sind keine Angaben über die Populationsgröße verfügbar.
Die Weltnaturschutzunion IUCN listet die Art in ihrer Roten Liste gefährdeter Arten als  (=Vulnerable – gefährdet).
Zu ihrem Schutz wurde 2008 das Bornean Sun Bear Conservation Centre (BSBCC) in Sepilok im malaysischen Bundesstaat Sabah gegründet.
Im Washingtoner Artenschutzübereinkommen CITES ist der Malaienbär im Anhang I gelistet. Er wird dadurch als unmittelbar bedrohte Art angesehen und ist mit einem allgemeinen Handelsverbot belegt.
Die Zoo-Datenbank ISIS registrierte 2008 weltweit 91 Malaienbären in wissenschaftlich geleiteten zoologischen Gärten, davon 33 in Europa. 2008 gab es lediglich eine Geburt im Perth Zoo, Australien. Für den Malaienbär besteht ein Europäisches Erhaltungszuchtprogramm. Das Europäische Zuchtbuch führt der Zoologische Garten Köln. Auf Sumatra unterstützen der Zoo Köln und der WWF den Nationalpark im Regenwald von Tesso Nilo, wo noch relativ häufig Malaienbären vorkommen.

## Systematik
Die systematische Einordnung des Malaienbären ist umstritten. Während einige Klassifikationssysteme ihn in die Gattung Ursus (zu der auch Baribal, Braun- sowie Eis- und Kragenbär zählen) einordnen, wird er meist in einer eigenen Gattung, Helarctos, geführt.
Man unterscheidet zwei Unterarten. H. m. malayanus aus Sumatra und dem Südostasiatischen Festland und die etwas kleinere Form H. m. eurypsilus aus Borneo.